# Cristian Riveros
Cristian Miguel Riveros Núñez (n. 16 octombrie 1982 în Saldívar, Paraguay) este un jucător de fotbal paraguayan, care joacă pentru Olimpia Asunción și pentru Echipa națională de fotbal a Paraguayului.

## Palmares
Libertad
- Primera División de Paraguay (2): 2006, 2007